# Samurai-dokoro
O Samurai-dokoro (侍所 - Conselho de Segurança) foi um departamento dos Shogunatos Kamakura e Muromachi. Foi criado em 1180 pelo Shogunato Kamakura, quando Minamoto no Yoritomo nomeou Wada Yoshimori Tarō seu presidente em 1180.  O papel do Samurai-dokoro era guardar o xogunato e julgar os criminosos em tempo de paz, além de tomar a liderança do Gokenin em tempo de guerra.